# Desafio dos Campeões
O Desafio dos Campeões foi um evento de atletismo que ocorreu no dia 1 de Junho de 1997 no SkyDome, em Toronto, Canadá.
A atração principal do evento foi uma corrida de 150m entre os campeões olímpicos de 1996 ( Donovan Bailey - vencedor dos 100m rasos /  Michael Johnson - vencedor das provas de 200 e 400m) para descobrir quem era o homem mais rápido do mundo. O prêmio foi um cheque no valor de US$ 1 milhão.
Além desta corrida, que foi o evento principal, aconteceram outros desafios:
Salto em distância - Heike Drechsler x Jackie Joyner-Kersee
100 m c/barreiras - Ludmila Engquist x Michelle Freeman
Salto com vara - Okkert Brits x Lawrence Johnson

## O Homem Mais Rápido do Mundo - Johnson x Bailey
O Desafio entre o canadense Donovan Bailey e o americano Michael Johnson foi chamado pela imprensa mundial de "The World's Fastest Man - Johnson x Bailey" ("O Homem Mais Rápido do Mundo - Johnson x Bailey"). Este desafio foi promovido após Michael Johnson dar entrevistas autointitulando-se o homem mais rápido do mundo, mesmo que o homem mais rápido do mundo seja tradicionalmente aquele que vence a prova dos 100m. Desta forma, os organizadores do evento decidiram promover uma corrida entre o vencedor olímpico e recordista mundial (à época) dos 100m (que é considerado o mais rápido de todos) e aquele que autointitula-se o mais rápido.
Para não favorecer a ninguém, uma pista - montada com 2 raias, uma azul e outra laranja, no centro do gramado, sobre uma superfície de cimento) foi montada com 75m em curva (o que favorece a um corredor de 200m) e 75m em reta (o que favorece a um corredor de 100m).
Os 2 corredores receberam US$ 500 mil para participar do desafio, mas o vencedor receberia mais US$ 1 milhão.
O vencedor deste desafio foi o canadense Donovan Bailey, que completou a distância de 150 m em 14s99 (média de 36,022 km/h). Michael Johnson abandonou a prova logo após ter saído da curva e entrado na reta final de 100 m, quando Bailey levava ligeira vantagem. No final da curva, ele havia tocado a coxa esquerda com a mão, indício da contusão.

### Resultado Oficial
| Pos. | Atleta          | Resultado     |
| ---- | --------------- | ------------- |
| 1    | Donovan Bailey  | 14s99         |
| 2    | Michael Johnson | não completou |

## Os Outros Desafios

### Salto em distância -Heike DrechslerxJackie Joyner-Kersee
| Pos. | Atleta               | Resultado |
| ---- | -------------------- | --------- |
| 1    | Heike Drechsler      | 6,82 m    |
| 2    | Jackie Joyner-Kersee | 6,79 m    |

### 100 m c/barreiras -Ludmila EngquistxMichelle Freeman
| Pos. | Atleta           | Tempo |
| ---- | ---------------- | ----- |
| 1    | Ludmila Engquist | 12s82 |
| 2    | Michelle Freeman | 12s96 |

### Salto com vara -Okkert BritsxLawrence Johnson
| Pos. | Atleta           | Resultado |
| ---- | ---------------- | --------- |
| 1    | Okkert Brits     | 5,90 m    |
| 2    | Lawrence Johnson | 5,75 m    |